# Willie Aames
Albert William Upton, művésznevén Willie Aames (Newport Beach, 1960. július 15. –) amerikai színész, rendező, producer és forgatókönyvíró.
Széles körben ismert arról, hogy ő alakította Tommy Bradfordot – Tom Bradford (akit Dick Van Patten játszott) egyik gyermekét – az 1970-es években futó Eight Is Enough című televíziós sorozatban. Emellett ő játszotta TJ Latimert a Family című sorozatban, Buddy Lembecket az 1980-as évek szitkomjában, a Charles in Charge-ben valamint a címszereplőt a Bibleman című sorozatban.

## Fiatalkora
1960. július 15-én született Newport Beach városában. A Huntington Beach városában található Edison High School tanulója volt, ahol tagja volt az iskolai kórusnak és a Madrigal Ensemble nevű énekegyüttesnek is.

## Pályafutása
Az 1960-as évek végén kezdett színészkedni gyerekszínészként, és olyan sorozatokban szerepelt, mint a Gunsmoke, a The Wonderful World of Disney, az Adam-12 és az Eddie apja udvarol.  1971-ben ő alakította először Leonard Ungert, Felix Unger (akit Tony Randall játszott) fiát az ABC-TV csatorna The Odd Couple  című sorozatában, ezt a szerepet később Leif Garrett vette át. A következő évben Jamie Boyle karakterének kölcsönözte a hangját a Wait Till Your Father Gets Home című animációs sorozatban. Számos televíziós sorozatban vendégszerepelt, köztük a The Waltons-ban is. 1974-ben a 12 éves Benjamin Franklint alakított a Benjamin Franklin című minisorozatban. A következő évben társszereplőként tűnt fel a Swiss Family Robinson című sorozatban. 1977-ben megkapta Tommy Bradford szerepét a vígjáték-dráma műfajú Eight Is Enough című sorozatban. Ebben az időszakban játszott egy Willie Aames & Paradise nevű zenekarban, ahol ő volt a szólóénekes és gitáros. A zenekart még általános iskolás korában alapította, és végül sikerült lemezszerződést kötniük a CBS Custom Label kiadóval. Ugyanekkor első filmszerepét is eljátszotta a Scavenger Hunt című filmben.
Miután a sorozat 1981-ben véget ért, további filmszerepeket vállalt, például a Okkuljatok! című filmben Scott Baio, illetve a Sivatagi paradicsom című filmben Phoebe Cates oldalán. Mielőtt 1984-ben eljátszotta volna Buddy Lembeck szerepét a Charles in Charge című szitkomban, Robbie Hamlin karakterét alakította az ABC csatorna szappanoperájában, a The Edge of Night-ban. 1983 és 1985 között ő adta a hangját Hank karakterének a Tömlöcök és sárkányok című rajzfilmsorozatban. A Charles in Charge befejezése után, 1990-ben a The Krypton Factor című vetélkedőt vezette. 1995 és 2003 között ő játszotta a címszereplőt a keresztény szuperhősös Bibleman sorozatban.
2010-ben pályát váltott, és a Regent Seven Seas Cruises hajótársaságnál kezdett dolgozni mint utaskísérő és műsorvezető. Később dolgozott az Oceania Cruises és a Viking Ocean Cruises társaságoknál is, majd 2016-ban visszatért a színészkedéshez.

## Filmográfia

### Film
| Év   | Magyar cím          | Eredeti cím                       | Szerep         | Magyar hang  |
| ---- | ------------------- | --------------------------------- | -------------- | ------------ |
| 1979 |                     | Scavenger Hunt                    | Kenny Stevens  |              |
| 1982 | Sivatagi paradicsom | Paradise                          | David          | Weil Róbert  |
| 1982 | Sivatagi paradicsom | Paradise                          | David          | Csőre Gábor  |
| 1982 | Okkuljatok!         | Zapped!                           | Peyton Nichols | Boros Zoltán |
| 1984 | Kegyetlen múlt      | Goma-2                            | Tony           |              |
| 1985 |                     | Cut and Run                       | Tommy Allo     |              |
| 2003 | Kis nagy színész    | Dickie Roberts: Former Child Star | Önmaga         |              |
| 2020 |                     | Bottle Monster                    | George         |              |

### Televízió
| Év         | Magyar cím            | Eredeti cím                                 | Szerep                      | Megjegyzések                                                |
| ---------- | --------------------- | ------------------------------------------- | --------------------------- | ----------------------------------------------------------- |
| 1971       |                       | The Odd Couple                              | Leonard                     | 1 epizód                                                    |
| 1971–1972  | Eddie apja udvarol    | The Courtship of Eddie's Father             | Harold O'Brien              | 4 epizód                                                    |
| 1971, 1973 |                       | Gunsmoke                                    | Tom / Andy                  | 2 epizód                                                    |
| 1971, 1974 |                       | Adam-12                                     | fiú / Billy Ray             | 2 epizód                                                    |
| 1971–1975  |                       | Medical Center                              | Eric / Jeff                 | 3 epizód                                                    |
| 1972       |                       | Cannon                                      | Petey Macklin               | 1 epizód                                                    |
| 1972–1974  |                       | Wait Till Your Father Gets Home             | Jamie Boyle (hangja)        | 38 epizód                                                   |
| 1973       |                       | Adam's Rib                                  | fiú                         | 1 epizód                                                    |
| 1973       |                       | Frankenstein                                | William Frankenstein        | 2 epizód                                                    |
| 1974       |                       | Benjamin Franklin                           | Benjamin Franklin 12 évesen | 1 epizód                                                    |
| 1974       |                       | The Wonderful World of Disney               | Jeff Peterson               | 1 epizód                                                    |
| 1975       |                       | The Waltons                                 | Danny Comley                | 1 epizód                                                    |
| 1975       |                       | We'll Get By                                | Kenny Platt                 | 12 epizód                                                   |
| 1975—1976  |                       | The Swiss Family Robinson                   | Fred Robinson               | 20 epizód                                                   |
| 1976       |                       | Rich Man, Poor Man Book II                  | Wesley Jordache             | 1 epizód                                                    |
| 1976–1977  |                       | Family                                      | T.J. Latimer                | 6 epizód                                                    |
| 1977       | A farm, ahol élünk    | Little House on the Prairie                 | Seth                        | 1 epizód                                                    |
| 1977–1981  |                       | Eight Is Enough                             | Tommy Bradford              | 111 epizód                                                  |
| 1982       | Szerelemhajó          | The Love Boat                               | Danny                       | 1 epizód                                                    |
| 1983       |                       | The Edge of Night                           | Robbie Hamlin               | 1 epizód                                                    |
| 1983–1985  | Tömlöcök és sárkányok | Dungeons & Dragons                          | Hank (hangja)               | - főszereplő - magyar hangja: - Rékasi Károly - Kálid Artúr |
| 1984–1990  |                       | Charles in Charge                           | Buddy Lembeck               | 126 epizód                                                  |
| 1986       |                       | Blacke's Magic                              | Eric Wilson                 | 1 epizód                                                    |
| 1987       |                       | Eight Is Enough: A Family Reunion           | Tommy Bradford              | tévéfilm                                                    |
| 1989       |                       | An Eight Is Enough Wedding                  | Tommy Bradford              | tévéfilm                                                    |
| 1995–2003  |                       | Bibleman                                    | Miles Peterson / Bibleman   | 23 epizód                                                   |
| 2005       |                       | Celebrity Fit Club                          | Önmaga                      | 8 epizód                                                    |
| 2006       |                       | Bugtime Adventures                          | narrátor                    | 13 epizód                                                   |
| 2007       |                       | MacMillan River Adventures                  | Önmaga                      | 27 epizód                                                   |
| 2008       |                       | Celebrity Fit Club: Boot Camp               | Önmaga                      | 8 epizód                                                    |
| 2015       | Tökös szerelem        | Harvest Moon                                | William Stone               | - tévéfilm - magyar hangja: - Csankó Zoltán                 |
| 2016       | Kézikönyv randevúhoz  | Dater's Handbook                            | Kyle                        | tévéfilm                                                    |
| 2016       |                       | Every Christmas Has A Story                 | Vernon Hollis               | tévéfilm                                                    |
| 2017       |                       | Date My Dad                                 | Reed igazgató               | 2 epizód                                                    |
| 2019       | Szerelem az étlapon   | Love on the Menu                            | Martin Thomas               | tévéfilm                                                    |
| 2020       |                       | Picture Perfect Mysteries: Exit Stage Death | Neil Khan                   | tévéfilm                                                    |